# Rubha a’ Chuinnlein

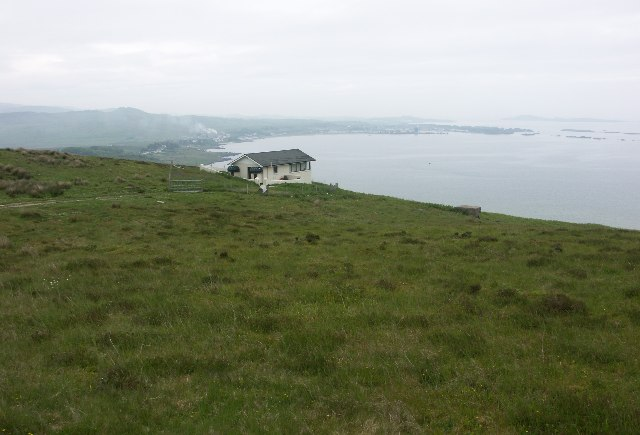
Rubha a’ Chuinnlein ist halbrechts am Ende von Loch Leòdamais zu sehen.

Rubha a’ Chuinnlein ist ein Kap an der Südküste der schottischen Hebrideninsel Islay. Zusammen mit dem wenige hundert Meter nördlich gelegenen Kap Rubha Glas markiert Rubha a’ Chuinnlein die Einfahrt zu der Meeresbucht Loch Leòdamais. Teile der Nordküste von Rubha a’ Chuinnlein sind mit Gebäuden der 1821 gegründeten Siedlung Port Ellen bebaut. Das Kap ragt in westsüdwestlicher Richtung weisend etwa 500 m aus der Landmasse der Insel hervor.
Auf Rubha a’ Chuinnlein wurden wahrscheinlich die Überreste eines historischen Duns entdeckt, welche ein Indiz für die frühzeitliche Besiedlung der markanten Felsspitze darstellen. Gesichert ist hingegen der Standort eines Forts. Das 36 × 12 m2 messende Areal wurde von einer 1,3–3 m mächtigen Mauer umgeben. Mit den Wohnhäusern Nr. 144 und 145 Frederick Crescent befinden sich zwei denkmalgeschützte Gebäude auf der Landspitze.